# 경주 무장사지 삼층석탑
경주 무장사지 삼층석탑(慶州 鍪藏寺址 三層石塔)은 대한민국 경상북도 경주시 암곡동에 있는 남북국 시대 신라의 삼층석탑이다. 1963년 1월 21일 대한민국의 보물 제126호로 지정되었다.

## 개요
무장사터는 경주시에서 상당히 먼 거리에 있는 깊은 산골에 있으며, 문무왕이 삼국을 통일한 후 병기와 투구를 매장한 곳이라는 뜻으로 ‘무장사’라는 이름이 붙여졌다. 즉 병기가 필요없는 평화스러운 시대를 열겠다는 문무왕의 결연한 의지가 이 절을 창건하는데 큰 힘이 되었고, 또한 절 안에 3층석탑을 세우는 계기가 된 것이다.
이 탑은 2단의 기단(基壇) 위에 3층의 탑신(塔身)을 올린 전형적인 신라석탑의 양식이다. 아래층 기단은 각 면마다 모서리기둥과 가운데기둥 2개를 새겼고, 윗층 기단은 동그란 안상(眼象)을 각 면에 2개씩 조각하였다.
탑의 중심부분인 탑신부는 몸돌과 지붕돌이 각각 하나의 돌로 되어 있으며, 1층 몸돌은 조금 높은 편이다. 몸돌의 각 모서리에는 층마다 기둥 모양이 조각되었을 뿐 다른 장식은 없다. 각 층의 지붕돌은 크기의 줄어든 정도가 적당하고, 지붕돌 밑면의 받침은 5단이며, 처마는 직선을 이루다가 양 끝에서 부드럽게 살짝 들려있다.
1층 몸돌이 조금 높지만 간략화가 심하지 않고, 기단부에 새겨둔 안상은 양식상 시대가 내려옴을 의미하므로 9세기 이후에 건립된 것으로 짐작된다. 원래 무너진 채 깨어져 있었던 것을 1963년 일부를 보충하여 다시 세웠다.